# 354 Eleonora
354 Eleonora là một tiểu hành tinh rất lớn, thuộc kiểu quang phổ S, ở vành đai chính. Nó được Auguste Charlois phát hiện ngày 17.01.1893 ở Nice. Không biết rõ nguồn gốc tên của nó.
Trong các xung đối thuận lợi, chẳng hạn như trong năm 1968 và 2010, Eleonora có thể đạt tới một cấp sao biểu kiến là +9,31.